# Wagner János (festő)
Wagner János (Budapest, 1936. szeptember 9. – Budapest, 2022. április 29.) magyar festő, grafikus.

## Pályafutása
A Magyar Képzőművészeti Főiskolán szerezte diplomáját 1962-ben, ahol Fónyi Géza, Szőnyi István és Domanovszky Endre voltak a mesterei. 1977 és 1983 között a Kirakatrendező Iskolában tanított, 1983-tól 1996-ig a Képző- és Iparművészeti Szakközépiskolában. 1996-ban vonult nyugdíjba. Tanulmányútat tett európai országokban és Vietnámban. Vezetőségi tagja a Magyar Képzőművészek és Iparművészek Szövetségének, társelnöke a Magyarországi Német Alkotók Szövetségének, valamint tagja az MFT és a Magyar Vízfestők Egyesületének.

## Díjak, elismerések
- 1968-71: Derkovits-ösztöndíj
- 1981: az Olasz Idegenforgalmi Hivatal díja
- 1983: Petőfi-pályázat I. díja, Kiskőrös
- 1993: Salgótarjáni Tavaszi Tárlat, lektorátusi díj
- 1997: a Magyar Festők Társaságának díja
- 2004: Munkácsy Mihály-díj.

## Egyéni kiállítások
- 1970 • Hanoi (Vietnám) • Mednyánszky Terem, Budapest
- 1977 • Fészek Klub, Budapest
- 1982 • Medgyessy Terem, Debrecen
- 1991 • Francia Intézet, Budapest
- 1993 • Vigadó Galéria, Budapest
- 1994 • Vigadó Galéria, Budapest
- 1997 • Bank Center, Budapest
- 2000 • Fény-képek, Studio 1900 Galéria

## Válogatott csoportos kiállítások
- 1965 • 10. Magyar Képzőművészeti kiállítás, Műcsarnok, Budapest
- 1976 • IV. Nemzetközi Grafikai Biennálé, Frechen (NSZK)
- 1978 • VII. Nemzetközi Grafikai Biennálé, Krakkó
- 1993 • Tavaszi Tárlat, Salgótarján
- 2000 • Dialógus. Festészet az ezredfordulón, Műcsarnok, Budapest

## Művek közgyűjteményekben
Janus Pannonius Múzeum Modern Képtár, Pécs • Magyar Nemzeti Galéria, Budapest • Petőfi Múzeum, Kiskőrös.